# Smodicum cucujiforme
Smodicum cucujiforme är en skalbaggsart som först beskrevs av Thomas Say 1827.  Smodicum cucujiforme ingår i släktet Smodicum och familjen långhorningar.
Artens utbredningsområde är Uruguay. Inga underarter finns listade i Catalogue of Life.